# 石井光次郎
石井光次郎（日语：いしい みつじろう，1889年8月18日—1981年9月20日），日本政治家，自由民主黨黨員，歷任臺灣總督府秘書官:231、日本眾議院議長（第54代）、副總理、法務大臣、通商產業大臣、行政管理廳長官、北海道開發廳長官、運輸大臣、商工大臣等職，同時也是久留米市名譽市民。
在對外關係上，石井光次郎是著名的親臺派人士。1956年8月，石井光次郎率親善訪問團來台會見中華民國總統蔣介石，親呈首相鳩山一郎手函，謂日本人莫不感激蔣於日本戰敗後仍維護日本政體及對日以德報怨之寬大政策。:861957年4月，又發起成立「中日合作策進委員會」。:881973年8月上旬，時任日華協力委員會會長的石井光次郎應《產經新聞》邀請，通過中日合作策進委員會（時任會長正綱），正式向中華民國政府與中國國民黨提出協助《蔣總統秘錄》採訪取材的要求。

## 榮譽
- 1965年11月3日：勳一等旭日大綬章
- 1981年9月20日：勳一等旭日桐花大綬章

## 外部連結
- 石井光次郎関係文書 | 国立国会図書館 憲政資料室 （页面存档备份，存于）

| 議會席位             | 議會席位                                                         | 議會席位               |
| -------------------- | ---------------------------------------------------------------- | ---------------------- |
| 前任： 綾部健太郎    | 衆議院議長 第54代：1967年 - 1969年                               | 繼任： 松田竹千代      |
| 官衔                 |                                                                  |                        |
| 前任： 高橋等        | 法務大臣 第21代：1965年 - 1966年                                 | 繼任： 田中伊三次      |
| 前任： 池田勇人      | 通商產業大臣 第20代：1960年                                      | 繼任： 椎名悦三郎      |
| 前任： 鹿島守之助    | 北海道開發廳長官 第15代：1957年 - 1958年                         | 繼任： 山口喜久一郎    |
| 前任： 重光葵        | 國務大臣（副總理） 1957年 - 1958年                               | 繼任： 益谷秀次        |
| 前任： 村上義一      | 運輸大臣 第15・16代：1952年 - 1954年                             | 繼任： 三木武夫        |
| 前任： 星島二郎      | 商工大臣 第29代：1947年                                          | 繼任： 水谷長三郎      |
| 政党职务             |                                                                  |                        |
| 前任： 緒方竹虎      | 水曜會會長 第2代 : 1956年 - 1972年                               | 繼任： 消滅            |
| 前任： 益谷秀次 建黨 | 自由民主黨總務會長 第6代 : 1959年 - 1960年 初代：1955年 - 1956年 | 繼任： 保利茂 砂田重政 |
| 其他職務             |                                                                  |                        |
| 前任： 津島壽一      | 日本體育協會會長 第8代 : 1962年 - 1975年                         | 繼任： 河野謙三        |